# Álbuns número um no Canadá em 2017
A lista dos álbuns que alcançaram a posição de número um no Canadá em 2017. É realizada através de dados recolhidos pela Nielsen Music, que baseia-se nas vendas físicas, digitais e streaming dos discos a cada semana nos Canadá, e publicados pela revista Jam! Canoe. O gráfico também aparece na revista Billboard como Canadian Albums.
A Billboard publica gráficos com uma data de emissão com aproximadamente 10 a 11 dias de antecedência.

## Histórico
| † | Indica o álbum com melhor desempenho em 2017. |

| Data            | Álbum                                | Artista(s)              | Referências |
| --------------- | ------------------------------------ | ----------------------- | ----------- |
| 7 de janeiro    | A Pentatonix Christmas               | Pentatonix              | [ 2 ]       |
| 14 de janeiro   | Starboy                              | The Weeknd              | [ 3 ]       |
| 21 de janeiro   | Starboy                              | The Weeknd              | [ 4 ]       |
| 28 de janeiro   | Starboy                              | The Weeknd              | [ 5 ]       |
| 4 de fevereiro  | Starboy                              | The Weeknd              | [ 6 ]       |
| 11 de fevereiro | Starboy                              | The Weeknd              | [ 7 ]       |
| 18 de fevereiro | Culture                              | Migos                   | [ 8 ]       |
| 25 de fevereiro | I Decided                            | Big Sean                | [ 9 ]       |
| 4 de março      | Trilha sonora de Fifty Shades Darker | Trilha sonora           | [ 10 ]      |
| 11 de março     | Future                               | Future                  | [ 11 ]      |
| 18 de março     | Hndrxx                               | Future                  | [ 12 ]      |
| 25 de março     | ÷ †                                  | Ed Sheeran              | [ 13 ]      |
| 1 de abril      | ÷ †                                  | Ed Sheeran              | [ 14 ]      |
| 8 de abril      | More Life                            | Drake                   | [ 15 ]      |
| 15 de abril     | More Life                            | Drake                   | [ 16 ]      |
| 22 de abril     | More Life                            | Drake                   | [ 17 ]      |
| 29 de abril     | Memories...Do Not Open               | The Chainsmokers        | [ 18 ]      |
| 6 de maio       | Damn.                                | Kendrick Lamar          | [ 19 ]      |
| 13 de maio      | Damn.                                | Kendrick Lamar          | [ 20 ]      |
| 20 de maio      | Damn.                                | Kendrick Lamar          | [ 21 ]      |
| 27 de maio      | From a Room: Volume 1                | Chris Stapleton         | [ 22 ]      |
| 3 de junho      | Harry Styles                         | Harry Styles            | [ 23 ]      |
| 10 de junho     | One More Light                       | Linkin Park             | [ 24 ]      |
| 17 de junho     | Summer Latin Hits 2017               | Vários artistas         | [ 25 ]      |
| 24 de junho     | Hopeless Fountain Kingdom            | Halsey                  | [ 26 ]      |
| 1 de julho      | Witness                              | Katy Perry              | [ 27 ]      |
| 8 de julho      | Melodrama                            | Lorde                   | [ 28 ]      |
| 15 de julho     | Evolve                               | Imagine Dragons         | [ 29 ]      |
| 22 de julho     | Funk Wav Bounces Vol. 1              | Calvin Harris           | [ 30 ]      |
| 29 de julho     | 4:44                                 | Jay-Z                   | [ 31 ]      |
| 5 de agosto     | ÷ †                                  | Ed Sheeran              | [ 32 ]      |
| 12 de agosto    | Lust for Life                        | Lana Del Rey            | [ 33 ]      |
| 19 de agosto    | Everything Now                       | Arcade Fire             | [ 34 ]      |
| 26 de agosto    | ÷ †                                  | Ed Sheeran              | [ 35 ]      |
| 2 de setembro   | Rainbow                              | Kesha                   | [ 36 ]      |
| 9 de setembro   | ÷ †                                  | Ed Sheeran              | [ 37 ]      |
| 16 de setembro  | Villains                             | Queens of the Stone Age | [ 38 ]      |
| 23 de setembro  | American Dream                       | LCD Soundsystem         | [ 39 ]      |
| 30 de setembro  | Sleep Well Beast                     | The National            | [ 40 ]      |
| 7 de outubro    | Concrete and Gold                    | Foo Fighters            | [ 41 ]      |
| 14 de outubro   | Gemini                               | Macklemore              | [ 42 ]      |
| 21 de outubro   | Now                                  | Shania Twain            | [ 43 ]      |
| 28 de outubro   | La science du cœur                   | Pierre Lapointe         | [ 44 ]      |
| 4 de novembro   | Beautiful Trauma                     | Pink                    | [ 45 ]      |
| 11 de novembro  | Flicker                              | Niall Horan             | [ 46 ]      |
| 18 de novembro  | Introduce Yerself                    | Gord Downie             | [ 47 ]      |
| 25 de novembro  | The Thrill of It All                 | Sam Smith               | [ 48 ]      |
| 2 de dezembro   | Reputation                           | Taylor Swift            | [ 49 ]      |
| 9 de dezembro   | Reputation                           | Taylor Swift            | [ 50 ]      |
| 16 de dezembro  | Reputation                           | Taylor Swift            | [ 51 ]      |
| 23 de dezembro  | Songs of Experience                  | U2                      | [ 52 ]      |
| 30 de dezembro  | ÷ †                                  | Ed Sheeran              | [ 53 ]      |